# Benoît Caranobe
Benoît Caranobe (n. 12 iunie 1980, Vitry-sur-Seine, Île-de-France, Franța) este un gimnast artistic ce a reprezentat Franța, medaliat olimpic. A participat la 2 ediții ale Jocurilor Olimpice (2004, 2008) în care a câștigat o medalie de bronz.